# Интернет в Африке

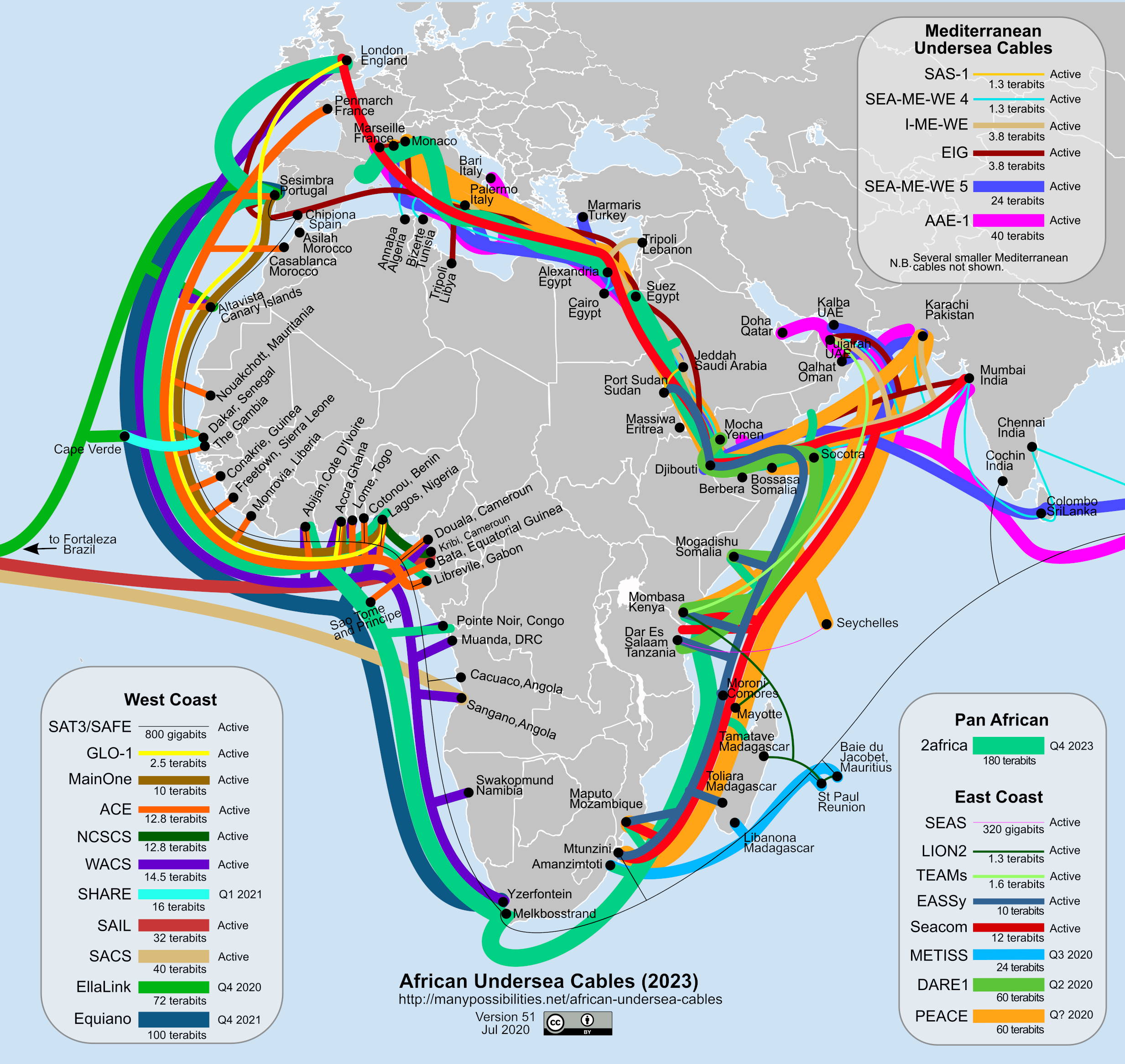
Карта действующих и ожидаемых подводных коммуникационных кабелей, обслуживающих африканский континент в 2023 году.

Интернет в Африке ограничен более низким уровнем проникновения по сравнению с остальным миром.
Измеряемые параметры, такие как: количество подписок на Интернет-провайдеров, общее количество хостов, IXP-трафик и общая доступная пропускная способность, указывают на то, что Африка далеко отстаёт от «цифрового неравенства». Кроме того, в самой Африке наблюдается внутренний цифровой разрыв: большая часть Интернет-активности и инфраструктуры сосредоточена в Южной Африке, Марокко, Египте, а также в небольших странах, таких как Маврикий и Сейшельские острова.
Хотя рынок телекоммуникаций в Африке все ещё находится на ранней стадии развития, он также является одним из самых быстрорастущих в мире. В 2000-х годах услуги мобильной телефонной связи в Африке росли, и в настоящее время использование мобильных телефонов значительно шире, чем фиксированная телефонная связь. Телекоммуникационные компании в Африке рассматривают технологии широкополосного беспроводного доступа как ключ к тому, чтобы сделать Интернет доступным для населения в целом. Завершаются проекты, направленные на создание магистралей Интернета, которые могли бы помочь снизить стоимость полосы пропускания в африканских странах.
Международный союз электросвязи провёл первую встречу «Соединим мир» в Кигали, Руанда (в октябре 2007 г.), чтобы продемонстрировать, что развитие электросвязи в Африке считается ключевой промежуточной задачей для достижения Целей развития тысячелетия.

## Проникновение Интернета в Африке по странам

### Предыдущая ситуация
Южная Африка является единственной страной Африканского континента, показатели которой аналогичны показателям Европы и Северной Америки: за ней следуют небольшие страны с туристической зависимостью, такие как Сейшельские острова и Маврикий, а также несколько стран Северной Африки, в частности Марокко и Египет. Ведущими странами к югу от Сахары в развитии телекоммуникаций и Интернета являются Южная Африка и Кения.
| Страна                           | Население, (тыс.чел) | Люди, пользующиеся Интернетом в 2000 г.(%) | Люди, пользующиеся Интернетом в 2020 г.(%) |
| -------------------------------- | -------------------- | ------------------------------------------ | ------------------------------------------ |
| Алжир                            | 45,225               | 0.49                                       | 62.90                                      |
| Ангола                           | 32,097               | 0.11                                       | 36.00                                      |
| Бенин                            | 12,506               | 0.23                                       | 25.80                                      |
| Ботсвана                         | 2,410                | 2.90                                       | 64.00                                      |
| Буркина-Фасо                     | 18,450               | 2.90                                       | 22.00                                      |
| Бурунди                          | 9,823                | 0.08                                       | 9.4                                        |
| Камерун                          | 28,524               | 0.25                                       | 37.80                                      |
| Кабо-Верде                       | 563                  | 1.82                                       | 64.50                                      |
| Центральноафриканская Республика | 3,859                | 0.05                                       | 10.40                                      |
| Чад                              | 16,818               | 0.04                                       | 10.40                                      |
| Республика Конго                 | 5,657                | 0.03                                       | 9                                          |
| Демократическая Республика Конго | 94,420               | 0.01                                       | 13.60                                      |
| Кот-д’Ивуар                      | 27,087               | 0.23                                       | 21.00                                      |
| Джибути                          | 976                  | 0.19                                       | 59.00                                      |
| Египет                           | 99,281               | 0.64                                       | 71.91                                      |
| Экваториальная Гвинея            | 1,505                | 0.13                                       | 26.00                                      |
| Эритрея                          | 3,601                | 0.14                                       | 1.08                                       |
| Эфиопия                          | 128,004              | 0.02                                       | 24.00                                      |
| Габон                            | 2,233                | 1.22                                       | 62.00                                      |
| Гамбия                           | 2,487                | 0.92                                       | 36.50                                      |
| Гана                             | 31,072               | 0.15                                       | 58.00                                      |
| Гвинея                           | 12,907               | 0.10                                       | 26.00                                      |
| Гвинея-Бисау                     | 1,530                | 0.23                                       | 22.9                                       |
| Кения                            | 55,845               | 0.32                                       | 29.50                                      |
| Лесото                           | 2,007                | 0.21                                       | 43.00                                      |
| Либерия                          | 4,661                | 0.02                                       | 5.90                                       |
| Ливия                            | 6,959                | 0.19                                       | 25.60                                      |
| Мадагаскар                       | 28,427               | 0.20                                       | 15                                         |
| Малави                           | 18,898               | 0.13                                       | 10                                         |
| Мали                             | 20,856               | 0.14                                       | 27.40                                      |
| Маврикий                         | 1,266                | 0.19                                       | 40.80                                      |
| Мавритания                       | 3,718                | 7.28                                       | 64.88                                      |
| Марокко                          | 37,034               | 0.69                                       | 84.12                                      |
| Мозамбик                         | 28,013               | 0.11                                       | 16.50                                      |
| Намибия                          | 2,550                | 1.64                                       | 41.00                                      |
| Нигер                            | 24,112               | 0.04                                       | 10.00                                      |
| Нигерия                          | 218,056              | 0.06                                       | 35.50                                      |
| Руанда                           | 12,955               | 0.06                                       | 26.50                                      |
| Сан-Томе и Принсипи              | 201                  | 4.64                                       | 33.00                                      |
| Сенегал                          | 14,354               | 0.40                                       | 42.60                                      |
| Сьерра-Леоне                     | 8,297                | 0.12                                       | 18.00                                      |
| Сомали                           | 15,893               | 0.02                                       | 12.1                                       |
| Южно-Африканская Республика      | 60,591               | 5.35                                       | 70.00                                      |
| Судан                            | 45,647               | 0.03                                       | 28.40                                      |
| Эсватини                         | 1,119                | 0.93                                       | 30.38                                      |
| Танзания                         | 62,757               | 0.12                                       | 22.00                                      |
| Того                             | 7,886                | 0.80                                       | 24.00                                      |
| Тунис                            | 11,746               | 2.75                                       | 71.90                                      |
| Уганда                           | 48,325               | 0.16                                       | 19.90                                      |
| Замбия                           | 15,473               | 0.19                                       | 21.00                                      |
| Зимбабве                         | 15,790               | 0.40                                       | 29.30                                      |

## Текущая тенденция
По состоянию на декабрь 2020 года уровень проникновения Интернета в Кении составлял примерно 85,2. Этот высокий показатель в основном связан с тем, что в Кении находится M-Pesa, поставщик мобильных кошельков, а предлагаемая безопасная платежная система поощряет доступ в Интернет. По состоянию на октябрь 2020 года большая часть веб-трафика на ведущих цифровых рынках Африки исходила от мобильных устройств в Нигерии, одной из стран с наибольшим количеством пользователей Интернета в мире. По всей стране 74 % веб-трафика генерируется через смартфоны и только 24 % через ПК. Это связано с тем, что мобильное подключение намного дешевле и не требует инфраструктуры, необходимой для традиционных настольных ПК со стационарным подключением к Интернету.

## Доступ в Интернет
По данным исследовательской компании GSMA, в 2020 году только 28 % населения стран Африки к югу от Сахары имели мобильное подключение к Интернету, что эквивалентно 300 миллионов человек, по сравнению со 120 миллионами человек, или 13 % населения, в 2014 году.
Высокая стоимость мобильной телефонии, которая составляет около 22 % от среднемесячного дохода на душу населения в странах Африканского региона, является следствием низкой конкуренции с преобладанием трех основных провайдеров: Airtel India (Индия), Orange S.A.(Франция), MTN Group Limited (ЮАР).
В странах Африки к югу от Сахары покрытие 3G достигло 75 % в 2019 году по сравнению с 63 % в 2017 году. Покрытие 4G удвоилось и составило почти 50 %. По данным Ассоциации глобальной системы мобильной связи (GSMA), 2019 год стал первым годом, когда в странах Африки к югу от Сахары было больше мобильных широкополосных подключений (в данном случае определяемых как 3G и 4G), чем 2G.

### Происшествия
В конце февраля-начале марта 2024 года произошло отключение интернета в некоторых странах Западной, Центральной и Южной Африки. Эти события повлияли на крупных поставщиков Интернета и ИТ-услуг. В число затронутых стран вошли Бенин, Буркина-Фасо, Камерун, Кот-д'Ивуар, Габон, Гамбия, Гана, Гвинея, Лесото, Либерия, Намибия, Нигер, Нигерия, Южная Африка и Того.